# Dolar międzynarodowy
Dolar międzynarodowy (ang. international dollar) – umowna waluta stworzona na bazie dolara amerykańskiego, służąca do wyrażania realnego poziomu PKB i jego składowych, to znaczy do wyeliminowania wpływu różnic w poziomach cen między państwami lub innymi jednostkami terytorialnymi. 
Teoretycznie za jednego dolara międzynarodowego można kupić taką samą część określonego koszyka dóbr i usług w każdej gospodarce. Kurs dolara międzynarodowego w walucie lokalnej danego państwa ustala się na podstawie różnicy między siłą nabywczą dolara amerykańskiego w Stanach Zjednoczonych a jego siłą nabywczą w porównywanym państwie. Inną umowną walutą wykorzystywaną w tych samych celach jest standard siły nabywczej.

## Umowny kurs dolara międzynarodowego
| Kurs dolara międzynarodowego w złotych | Kurs dolara międzynarodowego w złotych |
| Rok                                    | Kurs                                   |
| -------------------------------------- | -------------------------------------- |
| 1980                                   | 14,79                                  |
| 1981                                   | 16,47                                  |
| 1982                                   | 32,90                                  |
| 1983                                   | 37,40                                  |
| 1984                                   | 44,92                                  |
| 1985                                   | 51,02                                  |
| 1986                                   | 59,93                                  |
| 1987                                   | 74,74                                  |
| 1988                                   | 122,3                                  |
| 1989                                   | 369,4                                  |
| 1990                                   | 2352                                   |
| 1991                                   | 3533                                   |
| 1992                                   | 4808                                   |
| 1993                                   | 6106                                   |
| 1994                                   | 8164                                   |
| 1995                                   | 1,072                                  |
| 1996                                   | 1,242                                  |
| 1997                                   | 1,391                                  |
| 1998                                   | 1,528                                  |
| 1999                                   | 1,595                                  |
| 2000                                   | 1,673                                  |
| 2001                                   | 1,693                                  |
| 2002                                   | 1,709                                  |
| 2003                                   | 1,688                                  |
| 2004                                   | 1,713                                  |
| 2005                                   | 1,702                                  |
| 2006                                   | 1,682                                  |
| 2007                                   | 1,703                                  |
| 2008                                   | 1,730                                  |
| 2009                                   | 1,783                                  |
| 2010                                   | 1,803                                  |
| 2011                                   | 1,823                                  |
| 2012                                   | 1,833                                  |
| 2013                                   | 1,811                                  |
| 2014                                   | 1,790                                  |
| 2015                                   | 1,780                                  |